# Discoconchoecia
Discoconchoecia is een geslacht van kreeftachtigen uit de klasse van de Ostracoda (mosselkreeftjes).

## Soorten
- Discoconchoecia discophora G.W. Müller, 1906
- Discoconchoecia elegans (Sars, 1866)
- Discoconchoecia pseudodiscophora (Rudjakov, 1962)
- Discoconchoecia tamensis (Poulsen, 1973)